# Conclave de 1455
O conclave papal ocorrido entre 4 a 8 de abril de 1455 resultou na eleição do Papa Calisto III depois da morte do Papa Nicolau V.

## Situação geral
Foi o primeiro conclave dos cinco que ocorreram no Palácio Apostólico e também o primeiro a permitir a eleição de um papa com uma prática derivada do senado romano, em que, depois de uma eleição sem eleitos, o cardeal eleitor poderia mudar seu voto para qualquer um dos cardeais votados.
A derrota do cardeal grego Basílio Bessarion, um candidato em potencial para o acordo entre a facção dos Colonna e os Orsini, foi uma prova de antipatia para com a Igreja Oriental, como os sacerdotes barbudos, séculos após o Cisma do Oriente. Embora o Cânon ocidental vetasse a barba desde o século XI, a questão continuou a ser discutida até o século XVI.
As duas principais facções da cardeais foram divididos entre os seguidores de Prospero Colonna e Latino Orsini. Entre os candidatos elegíveis incluem: Barbo, Trevisan, Domenico Capranica, Orsini e Bessarion. Capranica recebeu uma pluralidade de votos nos três primeiros escrutínios, mas Orsini e os cardeais franceses se mobilizaram contra ele porque era próximo aos Colonna.
Em 6 de abril, domingo de Páscoa, as facções começaram a considerar candidatos neutro. Basílio Bessarion recebeu oito votos antes do Cardeal Alain de Coëtivy intervir para desacreditar o cardeal bizantino, enfatizando a sua ligação com a Igreja Ortodoxa.
Bessarion não fez nenhuma tentativa de se defender demonstrando o seu desinteresse em ser eleito. Todavia, o cardeal humanista torna-se um forte candidato para o conclave seguinte, o de 1464.
Sabe-se que no primeiro escrutínio na segunda-feira a votação estava desorganizada, por exemplo, o não-cardeal Antonio de Montefalcone recebeu pelo menos um voto. Os cardeais de Coëtivy e Trevisan empurraram para a eleição de Borja para a terça-feira seguinte. O quórum  dos dois terços da maioria era probavelmente composto pelos cardeais franceses, espanhóis e venezianos: Trevisan, de Coëtivy, Barbo, Orsini, d'Estaing, de Carvajal, de La Cerda, Rolin e Torquemada. O voto de Isidoro ou de Calandrini, ou de ambos, foi probavelmente necessário como mais provável Borja não votar em si mesmo, e quase certamente não recebeu os votos dos Colonna, Bessarion e Capranica.

## Lista de participantes
| Consistóro                          | 1455 |
| ----------------------------------- | ---- |
| Setembro 1414                       | 1    |
| Consistórios de Antipapa João XXIII | 1    |
| Julho 1423                          | 1    |
| Maio 1426                           | 1    |
| Consistórios de Martinho V          | 2    |
| Dezembro 1439                       | 7    |
| Julho 1440                          | 2    |
| Maio 1444                           | 1    |
| Dezembro 1446                       | 1    |
| Consistórios de Eugênio IV          | 11   |
| Dezembro 1448                       | 6    |
| Dezembro 1449                       | 1    |
| Consistórios de Nicolau V           | 7    |
| Total                               | 21   |

| Criado por                    | Cardeais | Por Cento |
| ----------------------------- | -------- | --------- |
| Antipapa João XXIII (AJXXIII) | 01       | 4,76 %    |
| Papa Martinho V (MV)          | 02       | 9,52 %    |
| Papa Eugênio IV (EIV)         | 011      | 52,38 %   |
| Papa Nicolau V (NV)           | 07       | 33,33 %   |
| Total                         | 21       | 100 %     |

No conclave participaram 15 dos 21 membros do Sacro Colégio:

### Cardeais Bispos
| Nº | Nome                        | Consistório   | Papa |
| -- | --------------------------- | ------------- | ---- |
| 1  | Giorgio Fieschi             | Dezembro 1439 | EIV  |
| 2  | Isidoro de Kiev             | Dezembro 1439 | EIV  |
| 3  | Basílio Bessarion, O.S.B.M. | Dezembro 1439 | EIV  |

### Cardeais Presbíteros

Brasão papal de Sua Santidade o papa Calisto III

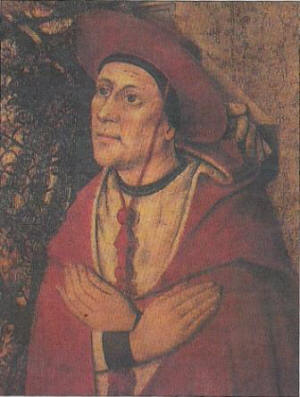
O Cardeal Alfonso Borja

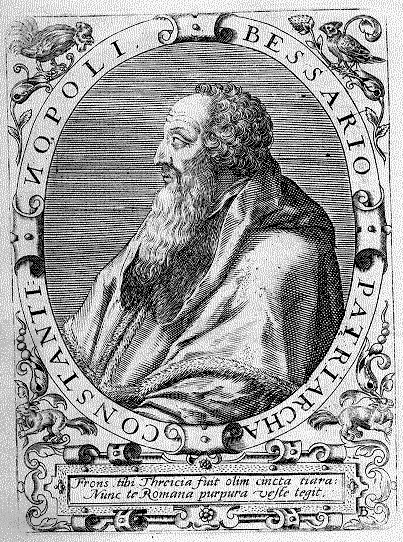
O Cardeal Bessarion

| Nº | Nome                             | Consistório    | Papa |
| -- | -------------------------------- | -------------- | ---- |
| 4  | Domenico Capranica               | Julho 1423     | MV   |
| 5  | Juan de Torquemada, O.P.         | Dezembro 1439  | EIV  |
| 6  | Ludovico Trevisano               | Julho 1440     | EIV  |
| 7  | Pietro Barbo                     | Julho 1440     | EIV  |
| 8  | Alfonso Borja                    | Maio 1444      | EIV  |
| 9  | Antonio Cerdá i Lloscos, O.SS.T. | Fevereiro 1448 | NV   |
| 10 | Latino Orsini                    | Dezembro 1448  | NV   |
| 11 | Alain de Coëtivy                 | Dezembro 1448  | NV   |
| 12 | Filippo Calandrini               | Dezembro 1448  | NV   |
| 13 | Guillaume-Hugues d'Estaing       | Dezembro 1449  | NV   |

### Cardeais Diáconos
| Nº | Nome             | Consistório   | Papa |
| -- | ---------------- | ------------- | ---- |
| 14 | Prospero Colonna | Maio 1426     | MV   |
| 15 | Juan Carvajal    | Dezembro 1446 | EIV  |

### Cardeais ausentes

#### Cardeal Bispo
| Nº | Nome                             | Consistório   | Papa    |
| -- | -------------------------------- | ------------- | ------- |
| 16 | Pierre de Foix (Sr.), O.F.M.     | Setembro 1414 | AJXXIII |
| 17 | Guillaume d'Estouteville, O.S.B. | Dezembro 1439 | EIV     |

#### Cardeais Presbíteros
| Nº | Nome                 | Consistório   | Papa |
| -- | -------------------- | ------------- | ---- |
| 18 | Peter von Schaumberg | Dezembro 1439 | EIV  |
| 19 | Dénes Szécsi         | Dezembro 1439 | EIV  |
| 20 | Jean Rolin           | Dezembro 1448 | NV   |
| 21 | Nicolau de Cusa      | Dezembro 1448 | NV   |